# Хида, Сюнтаро
Сюнтаро Хида (яп. 肥田 舜太郎; 1 января 1917, Хиросима — 20 марта 2017) — японский врач, один из свидетелей атомной бомбардировки Хиросимы 6 августа 1945. Он лечил многих пострадавших от последствий бомбардировок и стал автором нескольких трудов о влиянии радиации на человеческий организм.

## Биография
Окончил Японский университет, с 1941 года служил в японских сухопутных войсках. За сутки до бомбардировки он покинул военный госпиталь Хиросимы, где лечил раненых вместе со специалистами из Маньчжурии, и направился в деревню Хесака, чтобы помочь больному ребёнку. Хида был в шести километрах от эпицентра ядерного взрыва, когда бомба взорвалась. Со слов врача, перед взрывом он видел в небе американский бомбардировщик, похожий на «маленькую серебряную каплю». Находясь спиной к месту взрыва, он почувствовал резкий жар, после чего повернулся и увидел огромное грибовидное облако. Ударная волна отбросила врача в другой конец дома, в котором тот находился.
После взрыва направился в город, в свою воинскую часть. На пути ему попался пострадавший от бомбардировки человек, который был в буквальном смысле чёрным от грязи и копоти. С него буквально была содрана кожа (Хида даже не смог проверить пульс), а с кончиков его пальцев струилась кровь. Через несколько минут после встречи незнакомец упал на живот и умер. Вся спина погибшего была испещрена осколками стекла. В течение последующих лет учёный занимался лечением тех выживших в бомбардировке японцев, у кого была обнаружена лучевая болезнь, и затем стал директором Центра по помощи выжившим.
Был автором судебного иска на США с требованием компенсации за моральный ущерб и ущерб здоровью, а также несколько раз выступал с призывами запретить применять ядерное оружие. Однако ни Главнокомандующий союзными оккупационными войсками, ни кто-либо из его представителей и не подумал удовлетворять просьбы японского врача. Возмущённый несправедливостью, в знак протеста против подобных бездействий он вступил в Коммунистическую партию Японии. В 1955 году переехал в префектуру Сайтама, где работал в больнице города Гёда и был избран в местный городской совет. В 1989 году несколько его книг были изданы в Германии.
Выступил экспертом в нескольких документальных фильмах: в 2005 году телекомпания Би-би-си сняла для британских телеканалов фильм «Хиросима», в котором Хида рассказал о своих воспоминаниях (несколько сцен были реконструированы на основании его рассказов). Через год американский телеканал HBO снял документальный фильм «Белый свет, чёрный дождь: уничтожение Хиросимы и Нагасаки». В фильме «Атомные раны» компании Journeyman Pictures было рассказано о том, как Хида помогал более чем 250 тысячам пострадавших от бомбардировок и как выступал против дальнейшего применения ядерного оружия.